# 線帯文土器文化
線帯文土器文化（せんたいもんどきぶんか、Linear Pottery culture、LBK）は、ヨーロッパの新石器時代紀元前5500–4500年の考古文化である。

## 担い手遺伝子
古代DNAに関する2010年の研究では、線帯文土器文化の集団は、ハプログループG2が全体的に見られるなど、近東およびアナトリアの現代の集団と親和性があることが示唆された。この研究では、現在では稀なハプログループH2が広く見られることやmtDNAハプログループの頻度など、いくつかの独自の特徴も発見された。
Natureに掲載された2017年の遺伝子研究では、線帯文土器文化に属する多数の遺骨が分析された。抽出されたY-DNAのうち、ほとんどはG2aとそのサブクレードに属しており、I2とそのサブクレードも一般的であった。他にも、T1a、CT、C1a2も含まれていた。 mtDNAハプログループは、T、H、N、U、K、J、X、HV、Vといった様々なサブクレードがみられた。